# داونلود فيستفال
داونلود فيستفال (بالإنجليزية: Download Festival)‏ هو مهرجان روك يقام سنويا في مدينة ليسترشير في إنجلترا. انطلق في شهر يونيو 2003. يشارك فيه العديد من الفنانين مثل: «ميتاليكا (Metallica)»، و«لينكين بارك (Linkin Park)»، و«سلاير (Slayer)».

## روابط خارجية
- داونلود فيستفال على موقع ميوزك برينز (الإنجليزية)